# Portrait des amies
Le Portrait des amies est un tableau de Louise Catherine Breslau réalisé en 1881. Il est conservé au Musée d'Art et d'Histoire de Genève, en Suisse.

## Description
Cette peinture à l'huile, sur toile de 85 × 160 cm, représente l'artiste Louise Catherine Breslau de dos avec son chien, avec deux collègues étudiantes qui sont aussi ses colocataires à Paris, également élèves à l'Académie Julian : l'actrice italienne Maria Feller ainsi que la peintre suisse Sophie Schaeppi, l'une des modèles de Breslau dans Femme assise à une table, une plume à la main (conservé aujourd'hui au Musée d'Orsay, à Paris).
Les trois étudiantes partagent alors un appartement situé au n°40, avenue des Ternes, dans le 17e arrondissement de Paris.
Le tableau est également connu en langue anglaise sous le titre Conversation at the table.

## Histoire
L'œuvre est présentée au Salon de Paris de 1881. Elle est ensuite exposée à la Royal Academy of Arts de Londres, puis à l'Exposition nationale suisse de Zurich. Dans ce contexte, le tableau est acheté par la ville de Genève en 1883.

## Postérité
- L'œuvre demeure aujourd'hui, dans les collections du Musée d'Art et d'Histoire de Genève[8].

- Elle est décrite dans l'ouvrage Women Painters of the World de Walter Shaw Sparrow.